# 解离剂
解离剂（英語：Dissociative）是致幻剂的亚类之一，能扭曲视觉和听觉感知，并能产生脱离环境与自我的解离效果。虽然许多种类药物都能产生解离，但解离剂的独特之处，在于其产生解离效果的方式，而其中可能包括解离、感官体验淡漠、幻觉、梦境与麻醉。
虽说大多数解离剂的主要作用机制与NMDA受体的拮抗作用有关，但解离剂中的一些物质，也会非选择性的作用影响于多巴胺 或阿片系统，因而可能会产生更直接与可重复的兴奋感与症状，此类典型的“硬性毒品”，或常见滥用药物的效果更为相似。这或许为解离性药物被认为有一定成瘾性之因，并且使其与迷幻药形成区别。尽管某些解离性药物，如苯環己哌啶具有刺激性，但多数解离药，具有抑制作用，可产生镇静、呼吸抑制、恶心、迷失方向、镇痛、麻醉、共济失调、认知和记忆障碍以及失忆等的症状。

## 效果
解离剂的作用包括感觉解离、幻觉、躁狂、催眠、镇痛与失忆。据彭德（Pender，1972）所说“因为病人似乎真的与周遭环境分离了，因而这种（解离的）状态被称为解离性麻醉。”彭德（Pender，1970）和约翰斯顿（Johnstone，1959）等人都曾报告，使用氯胺酮或苯環己哌啶麻醉的患者，在麻醉期间与麻醉后容易出现无目的的运动和幻觉（或“梦”），一些患者认为幻觉令人兴奋，而另一些患者对幻觉表示不安。在亚麻醉剂量下，解离剂与其他致幻剂（如麦司卡林、LSD和賽洛西賓）类似，会改变许多相同的认知和感知过程，因此，这两类经常被用作对比，前者亦被认为具有致幻性。解离剂与传统迷幻药物（如LSD与麦司卡林），在主观体验上最大区别或许在于解离效应，包括：人格解体，即感到自我一部分或全部不真实、与自我脱节或无法控制自己的行为；去人格化，即感觉外部世界不真实或认为自我处于梦境。

## 用途

### 医用
在医院等医疗环境中，氯胺酮等许多解离剂，被用作手术或止痛的麻醉剂。不过，由于可能产生致幻作用，因此仅有迫不得已时使用。某些嗎啡喃解离剂，如右美沙芬，也被以亚精神活性剂量用于抑制咳嗽。
作为一种可能的速效抗抑郁剂的氯胺酮，目前也正在接受研究，并显示出良好的效果。它还可作为C-PTSD和慢性疼痛的可能的缓和治疗方法之一。

### 娱乐用途
一些解离药物被用于娱乐。如，氯胺酮和氧化亚氮是俱乐部毒品。苯環己哌啶（俗称天使尘）是街头毒品的一种。右美沙芬止咳糖浆也具有解离作用，一些使用者过量使用，以用于娱乐。氯仿和二乙醚历来也都被用于娱乐。

## 扩展阅读
- 芳基環己胺
- 嗎啡喃
- NMDA受体拮抗剂
- 致幻剂
- 致谵妄药
- 解離 (心理學)